# Die Ehe des Herrn Mississippi (Komödie)
Die Ehe des Herrn Mississippi ist eine Komödie in zwei Teilen des Schweizer Schriftstellers Friedrich Dürrenmatt. Sie wurde am 26. März 1952 an den Münchner Kammerspielen unter der Regie von Hans Schweikart uraufgeführt.

## Handlung

### Erster Akt
Im Jahre „1947 oder 1948“, in dem die Handlung wohl spielt, besucht zu Beginn der Generalstaatsanwalt Florestan Mississippi die kürzlich Witwe gewordene Anastasia. Das gesamte Stück spielt ohne Szenenwechsel in einem Salon, der mit Biedermeier-Möbeln ausgestattet ist. Anastasia gesteht bald, dass sie selbst ihren Ehemann umgebracht habe, er jedoch klagt sie nicht an, sondern bietet ihr stattdessen die Ehe an. Als sie sich weigert, gesteht er seinerseits, dass auch er seine kürzlich verstorbene Gattin Madeleine vergiftet habe, die Ehebruch mit dem Gatten Anastasias begangen haben soll. Die Ehe soll von beiden als Strafe erlebt werden, um so ihren Mord sühnen zu können.
Der Justizminister Diego bekommt vom Ministerpräsidenten den Auftrag, Mississippi den Rücktritt vom Staatsanwaltsposten nahezulegen. Er begründet dies damit, dass er mit seiner Radikalität, die sich in der gestiegenen Zahl der Todesurteile zeigt, in der augenblicklichen Weltlage falschliege, die eher Mäßigung erfordere und auch die Linke unnötig errege. Dieses lehnt Mississippi jedoch entschieden ab, denn als Kämpfer für die „Gerechtigkeit des Himmels“ muss er seinen Posten beibehalten.
Kurz darauf trifft er auf seinen Jugendfreund Saint-Claude, der ihn zum Mitwirken bei der Reorganisation der kommunistischen Partei im Lande bewegen will. In dem folgenden Dialog zwischen Saint-Claude und Mississippi werden die Vergangenheiten von diesem und Saint-Claude dargestellt, die beider Handeln erklärt: Beide geboren als Söhne von Prostituierten, betrieben sie gemeinsam ein Bordell. In ihrer Jugend hatten sie jedoch unterschiedliche Begegnungen mit der Literatur; während Mississippi die Lehren der Bibel, insbesondere die Gesetze Moses, verinnerlichte, hatte Saint-Claude ein prägendes Erlebnis mit Marx’ Das Kapital und nun verfechten sie die Grundideen der beiden Werke, sodass Mississippi für „Gerechtigkeit des Himmels“, Saint-Claude für die der Erde kämpft. Als es Saint-Claude nicht gelingt, ihn von seinen Ansichten zu überzeugen und ihn für sich zu gewinnen, droht er mit einem Volksaufstand gegen den unbeliebt gewordenen Staatsanwalt.
Plötzlich wird die Handlung durch Graf Bodo von Übelohe-Zabernsee unterbrochen, der bereits zu Beginn des Stückes Erwähnung als Anastasias alter Jugendfreund findet. Im folgenden Dialog stellt sich heraus, dass die Liebe zwischen Graf Bodo und Anastasia eine alte Jugendliebe ist und dass Anastasia ihren Gatten umbrachte, um jenen zu heiraten. Graf von Übelohe-Zabernsee entschließt sich, dieses Mississippi zu gestehen.

### Zweiter Akt
Als Mississippi jedoch kurz darauf vom Volk verfolgt das Haus betritt, leugnet sie den Ehebruch.
Diego nutzt inzwischen die Gunst des Augenblicks (Volksaufstand), um vom Parlament zum Ministerpräsidenten ernannt zu werden. Daraufhin lässt er  die von Saint-Claude begonnene Revolution niederschlagen; er enthebt Saint-Claude und Mississippi ihrer Ämter und lässt Mississippi ins Irrenhaus überführen. Saint-Claude will daraufhin mit Anastasia die Weltrevolution von Portugal aus neu planen und damit beginnen, Anastasia in ein Bordell zu übergeben bzw. eines für sie zu bauen, weil das ihre einzige Einsatzmöglichkeit für „das Wohl der Welt“ sei. Anastasia hingegen weigert sich und vergiftet Saint-Claudes' Kaffee, was dieser jedoch durchschaut. Auf der Flucht aus der Irrenanstalt sucht Mississippi Zuflucht im Salon. In Abwesenheit Anastasias vergiftet er nun auch die andere Tasse. Während des nachfolgenden Dialogs wissen nun beide, dass die Tasse des Gegenübers tödlich ist, ohne von der eigenen Gefahr zu wissen. Mississippi sieht darin die letzte Möglichkeit zu erfahren, ob Anastasia ihr Wesen geändert hat und nun im Sinne des Gesetzes Moses lebt. Doch selbst im Anblick des Todes lügt sie Mississippi an und schwört die Treue. Auch Mississippi stirbt an den Folgen des Giftes, jedoch in dem Glauben, dass sich der Mensch durch drastische Strafen ändern lässt und er auf dem richtigen Weg war. Seinem zurückgekehrten Bruder Saint-Claude schildert er im Sterben die Pläne für eine erneute Revolution. Saint-Claude zerbricht die beiden Tassen und kurz darauf klingelt das für ihn gesandte Mordkommando. Ohne Widerstand lässt er sich erschießen.
Zu Ende des Stücks treten erneut fast alle Figuren auf und ziehen nachdenklich Bilanz.

## Interpretationsansätze

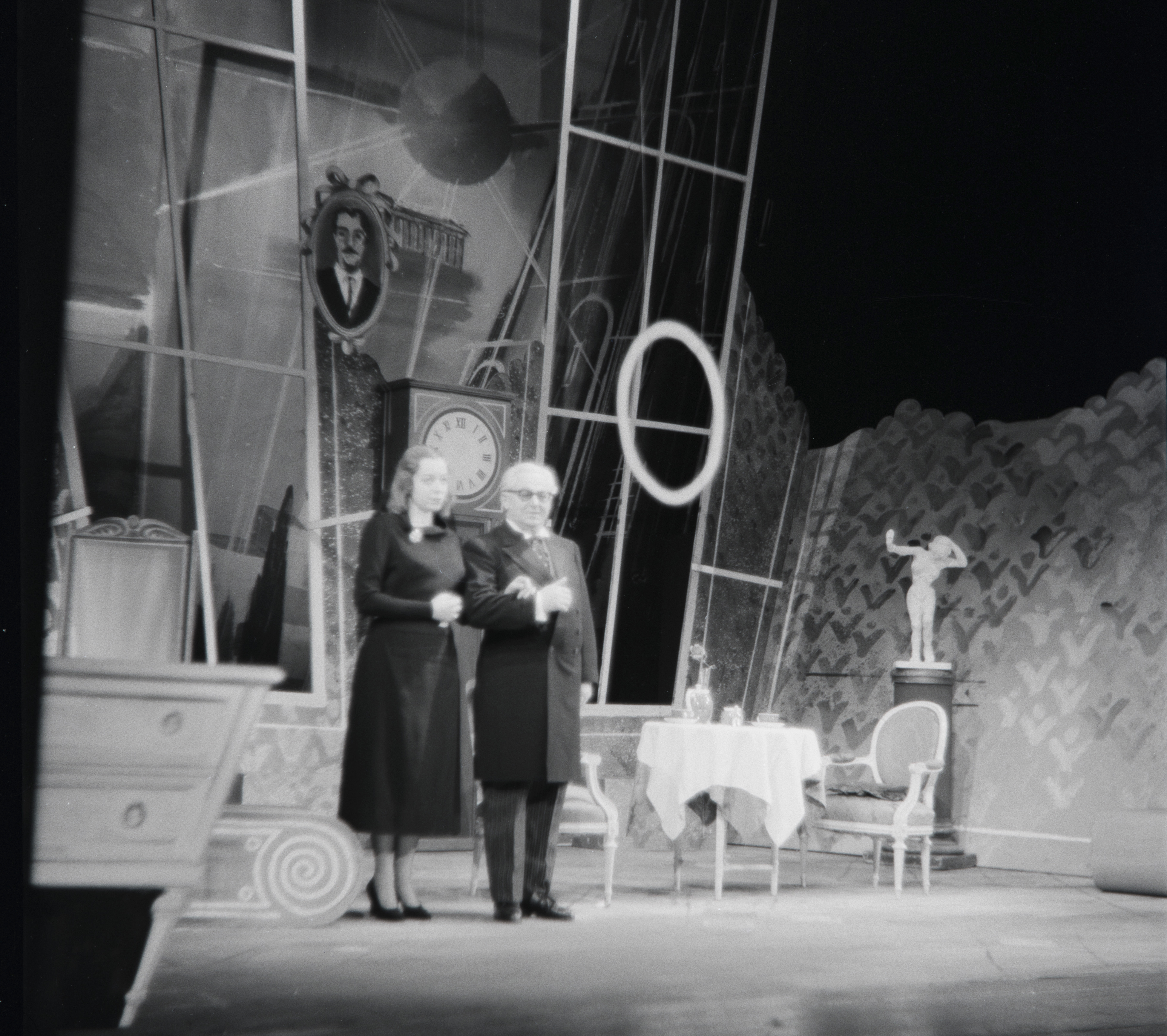
Szene aus „Die Ehe des Herrn Mississippi“, Stadttheater Bern, 1954, Foto: Fred Erismann

Nach Elisabeth Brock-Sulzer lässt sich genau bezeichnen, wofür die einzelnen Figuren stünden. Diese Darstellung lässt sich in Ansätzen auch bei Goertz finden. Anastasia sei dementsprechend der Mensch der Gegenwart, Mississippi der Mensch des Gesetzes, Saint-Claude der Mensch der irdischen Gerechtigkeit, Diego der zur Anpassung bereite Realpolitiker und Überlohe derjenige, der durch die Kraft der Liebe verwandeln möchte. Das Stück, so Brock-Sulzer, stelle nun die Geschehnisse dar, die geschehen würden, wenn man all diese unterschiedlichen Bestrebungen zusammenpferchen und aufeinanderprallen lassen würde.
Zudem zieht Dürrenmatt die Handlung mit der gestochenen, parodistisch überhöhten und vornehmen Sprache und auch dem vornehmen Verhalten der Personen und der Einrichtung des Raumes ins Lächerliche. Entsprechend sind auch die Regiebemerkungen abgefasst („totenblaß“, „tödlich“ „erschrocken“, „schaudernd“, „jubelnd“).
Die Ehe des Herrn Mississippi weist typische Merkmale einer Dürrenmatt-Komödie auf, so beispielsweise das groteske Ende, dass eben nicht, wie es logisch erscheint, die drei Radikalisten (Diego, Saint-Claude und Mississippi) sterben. Stattdessen stirbt genau das, was die drei eben zu überwinden suchen (die Gegenwart, verkörpert durch Anastasia) sowie zwei der Radikalisten, wohingegen die Anpassung und derjenige, der die Liebe verkörpert, überleben. Das verwässert die ursprüngliche Aussage des Stückes, dass die Gegenwart (verkörpert durch Anastasia) undurchdringlich sei.
In der Komödie setzt der Autor weniger auf Bühnenbild, das zwar eine wichtige Aussage trägt, aber schlicht gehalten ist und nicht wechselt, und Betonung als auf die Aussagen der handelnden Figuren. Das zeugt laut Brock-Sulzer von der Selbstsicherheit des Dichters. Andererseits stellt die Komödie inhaltlich einen Bruch dar, weil sie, etwa im Vergleich zu Romulus der Große, nicht ausgewogen und eher „sentimentalisch“ ist.

## Bedeutung des Werkes für den Autor
Friedrich Dürrenmatt schrieb das Werk um 1950 und konnte es schließlich nur schwer an ein Theater zur Uraufführung übergeben. Ernst Ginsberg riet Dürrenmatt sogar, das Manuskript zu verbrennen, sodass Dürrenmatt 1951 erneut an einem Tiefpunkt seines Wirkens angelangt war. Erst gegen Ende des Jahres 1951 kann der Bühnenbildner Teo Otto den Wert des Theaterstückes erkennen, der anschließend den Intendanten der Münchner Kammerspiele, Hans Schweikart, überzeugte, das Stück unter seiner eigenen Regie 1952 uraufzuführen.
Der Stil Dürrenmatts führte dazu, dass er erstmals größeren Presse- und Publikumserfolg mit einem seiner Dramen erzielte, was jedoch nicht sofort aus der wirtschaftlichen Krise, in der sich die Familie zu dieser Zeit befand, helfen konnte. Lediglich eine überregionale Bekanntheit Dürrenmatts konnte dadurch endgültig gewährleistet werden, was bei folgenden Aufführungen Dürrenmatts zu noch größerem Erfolg verhalf.

## Verfilmung
1961 kam eine deutsch-schweizerische gleichnamige Verfilmung des Stücks in die Kinos. Regie führte Kurt Hoffmann.